# MTV Video Music Awards de 2022
O MTV Video Music Awards de 2022 foi realizado em 28 de agosto de 2022 no Prudential Center, em Newark, Nova Jérsia, nos Estados Unidos. A cerimônia foi apresentada por Jack Harlow, LL Cool J e Nicki Minaj. Minaj foi homenageada com o Michael Jackson Video Vanguard Award. A banda Red Hot Chili Peppers foi homenageada com o Prêmio Ícone Global.
A lista de indicações foi revelada em 26 de julho de 2022: Jack Harlow, Kendrick Lamar e Lil Nas X receberam o maior número de indicações da noite, com sete cada.

## Performances
| Pré-show              | Pré-show | Pré-show           |
| Artista(s)            | Canção | Apresentado por    |
| --------------------- | --- | ------------------ |
| Saucy Santana         | "Booty" "Too Much" | Tate McRae         |
| Yung Gravy            | "Betty (Get Money)" | Tate McRae         |
| Dove Cameron          | "Boyfriend" "Breakfast" | Tate McRae         |
| Premiação             | |                    |
| Artista(s)            | Canção | Apresentado por    |
| Jack Harlow Fergie    | "First Class" "Glamorous" (com Fergie)                                                                                                  | —                  |
| Lizzo                 | "About Damn Time" "2 Be Loved (Am I Ready)"                                                                                             | —                  |
| Blackpink             | "Pink Venom" | Latto              |
| J Balvin Ryan Castro  | "Nivel de Perreo" | —                  |
| Conan Gray            | "Disaster" | Offset             |
| Khalid Marshmello     | "Numb" | Chlöe              |
| Conan Gray            | "Memories" | —                  |
| Nicki Minaj           | Medley: "All Things Go" Roman's Revenge" Monster" Beez in the Trap" "Chun-Li" "Moment 4 Life" Super Bass" Anaconda" "Super Freaky Girl" | —                  |
| Flo Milli             | "Conceited" | —                  |
| Eminem Snoop Dogg     | "From the D 2 the LBC" | LL Cool J          |
| Red Hot Chili Peppers | "Black Summer" Can't Stop" | Cheech & Chong     |
| Flo Milli             | "Bedtime" | —                  |
| Anitta                | "Envolver" "Movimento da Sanfoninha" "Bola Rebola" Vai Malandra" Lobby"                                                                 | Blackpink          |
| JID                   | "Dance Now" | —                  |
| Kane Brown            | "Grand" | Jack Harlow Druski |
| JID                   | "Surround Sound" | —                  |
| Måneskin              | "Supermodel" | Dixie D'Amelio     |
| Lauren Spencer-Smith  | "Fingers Crossed" | —                  |
| Bad Bunny             | "Tití Me Preguntó" | Nicki Minaj        |
| Panic! at the Disco   | "Don't Let the Light Go Out" | Billy Eichner      |
| Lauren Spencer-Smith  | "Flowers" | —                  |

Notas
1. 1 2 3 4 5 6 7 8  Ao vivo do palco Extended Play Stage, onde os artistas Push se apresentaram.
2. ↑  Parte da apresentação foi ao vivo no Metaverso e parte no palco da premiação.
3. ↑  Ao vivo do Toyota Stage, em Fort Lee, Nova Jérsei, EUA.
4. ↑  Ao vivo do Yankee Stadium, em Nova Iorque, EUA.

## Vencedores e indicados
As indicações foram anunciadas em 26 de julho de 2022. Jack Harlow, Kendrick Lamar e Lil Nas X tiveram o maior número de indicações com sete cada, seguidos por Doja Cat e Harry Styles com seis indicações cada. Os indicados para Canção do Verão, Grupo do Ano e Álbum do Ano foram anunciados em 19 de agosto. A votação para Grupo do Ano e Canção do Verão ocorreu de 22 a 25 de agosto e 25 a 27 de agosto, respectivamente, enquanto a votação para Álbum do Ano ocorreu de 27 de agosto até o show, através dos stories do Instagram da MTV. Depois que a segunda rodada de categorias foi anunciada, as indicações para Doja Cat, Harlow e Styles aumentaram para oito cada, tornando-os os artistas com mais indicações. Harlow foi o indicado mais premiado com quatro vitórias, seguido por Lil Nas X, Styles e Taylor Swift com três cada.

### Prêmios

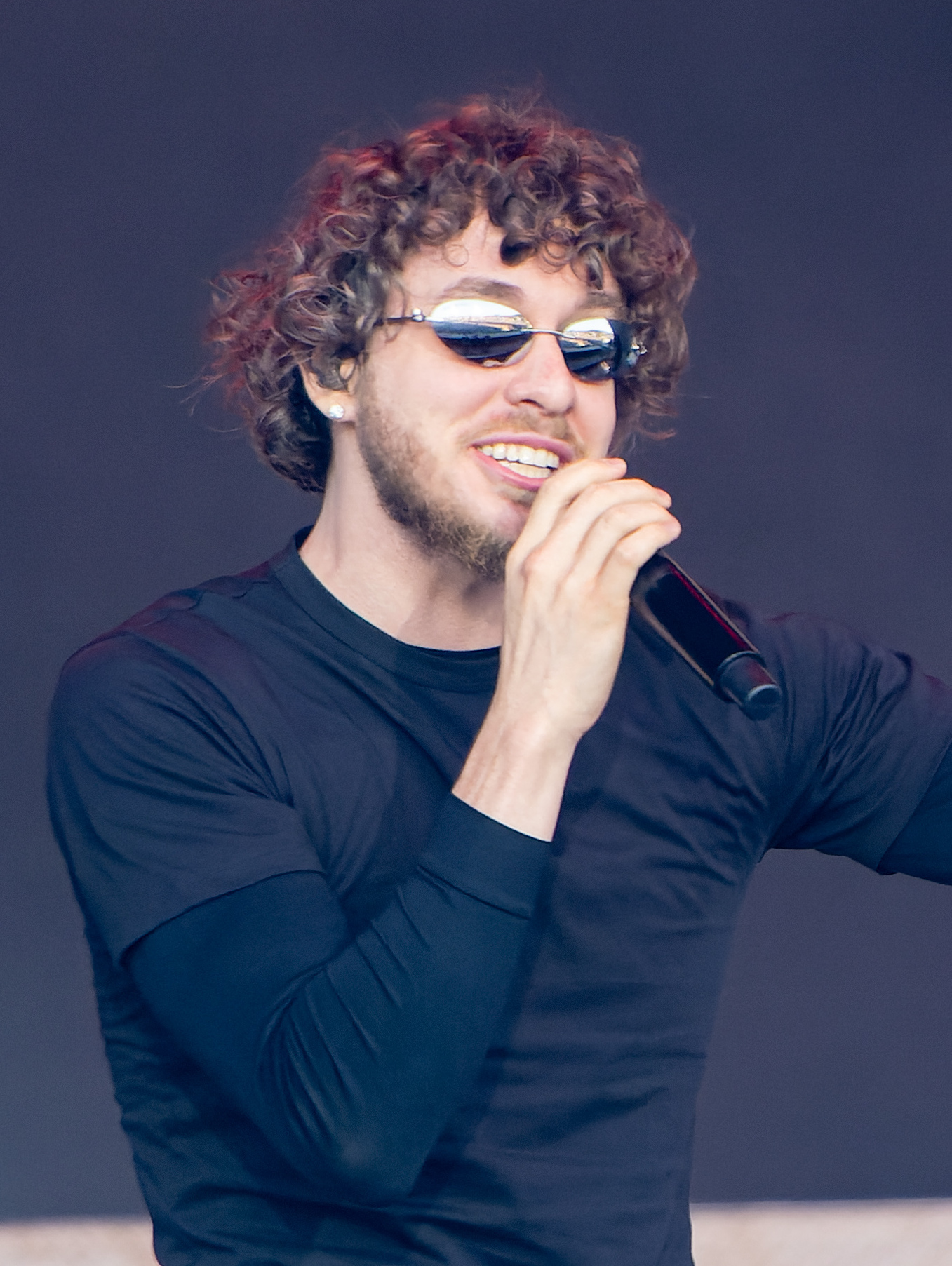
Jack Harlow foi o artista mais premiado da noite, vencendo quatro categorias

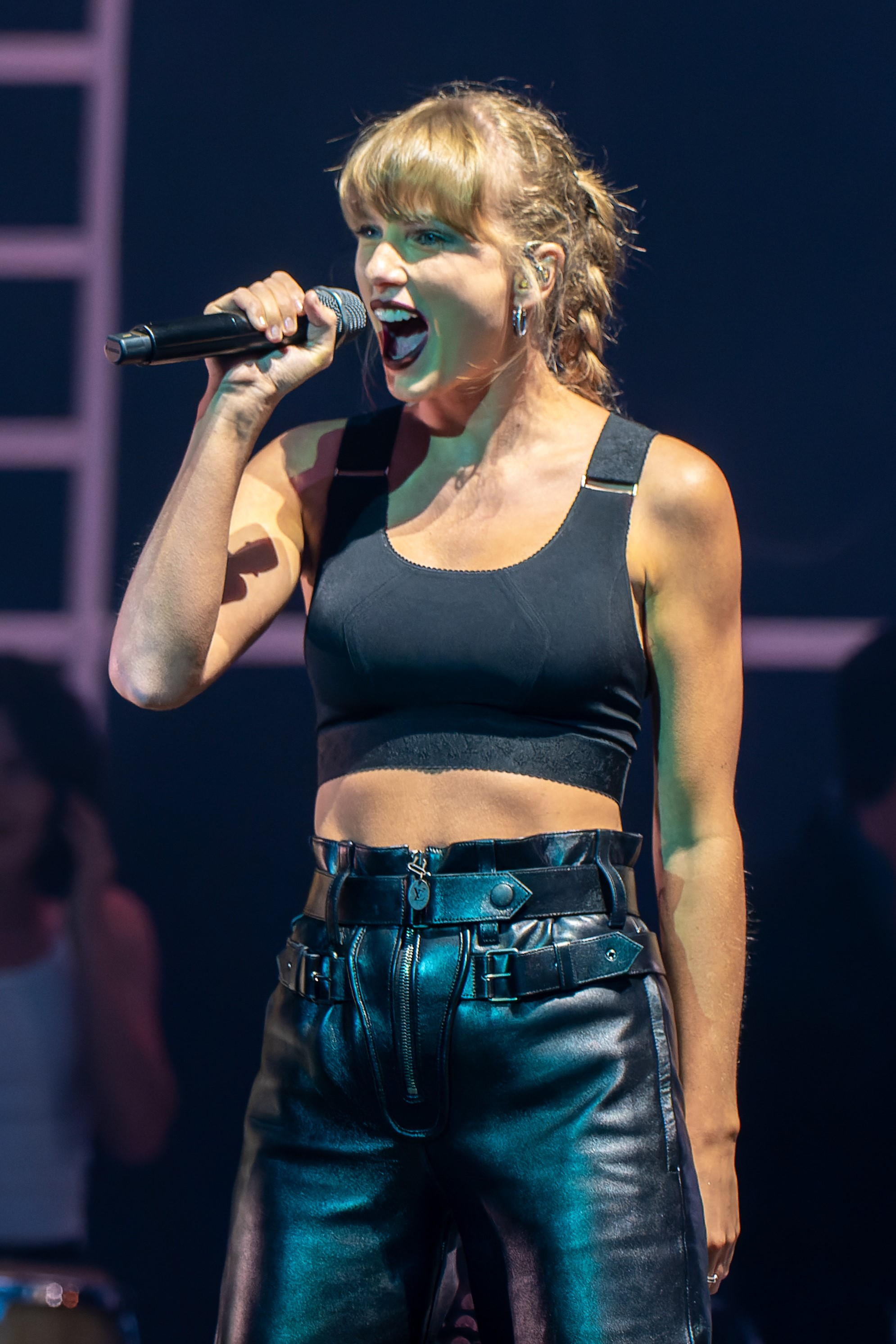
Taylor Swift venceu três categorias, incluindo Vídeo do Ano e Melhor Direção

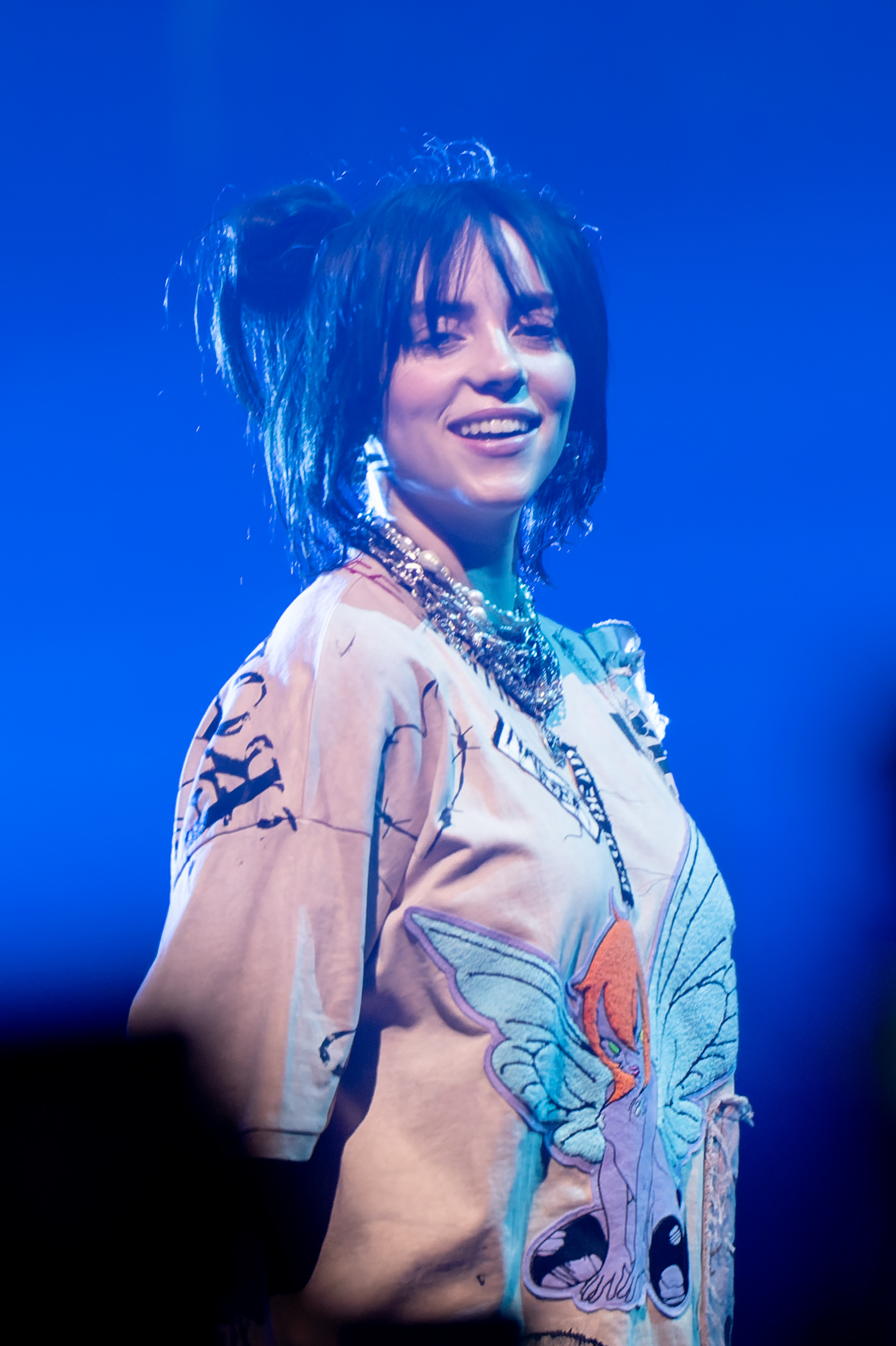
Billie Eilish, vencedora de Canção do Ano

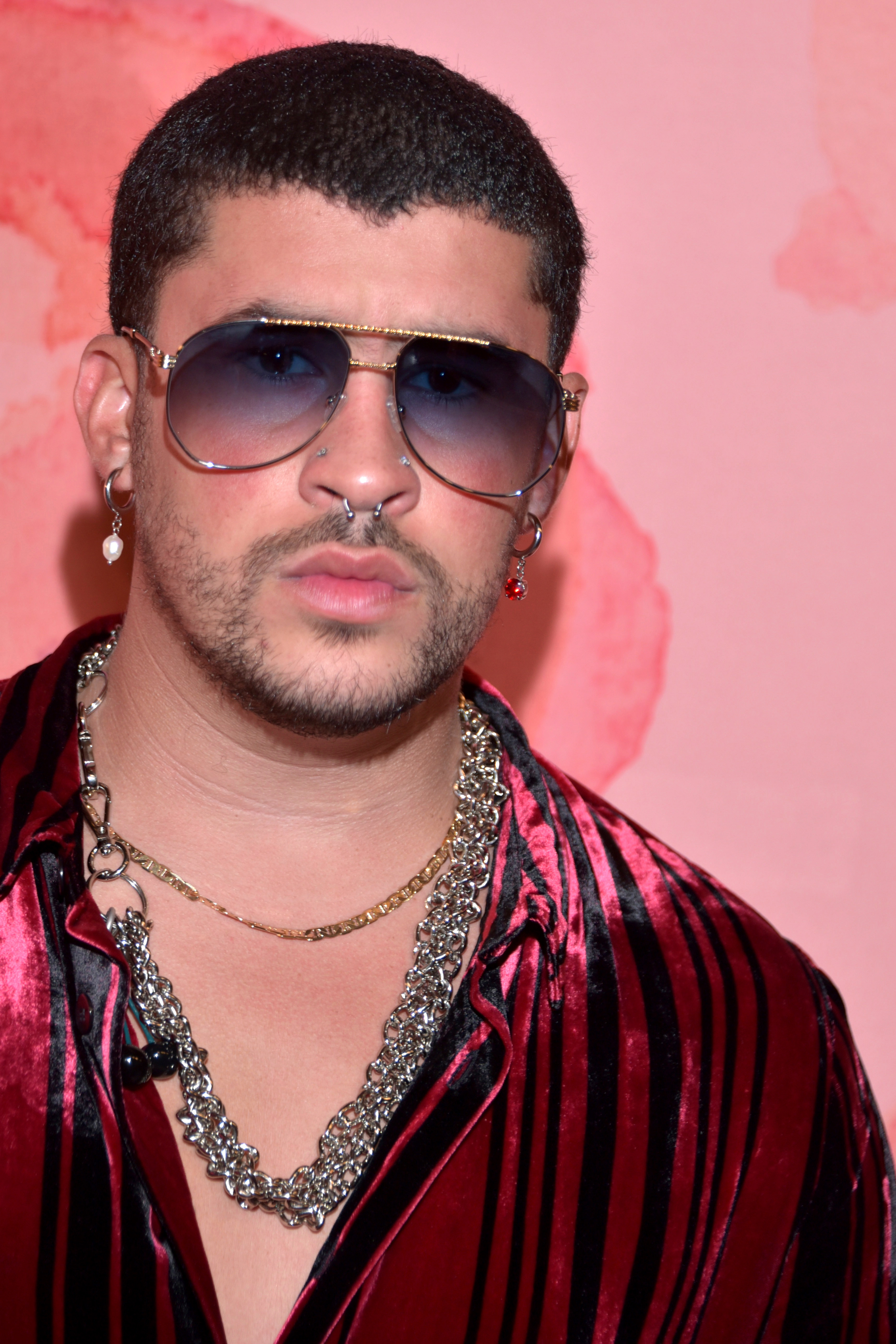
Bad Bunny, vencedor de Artista do Ano

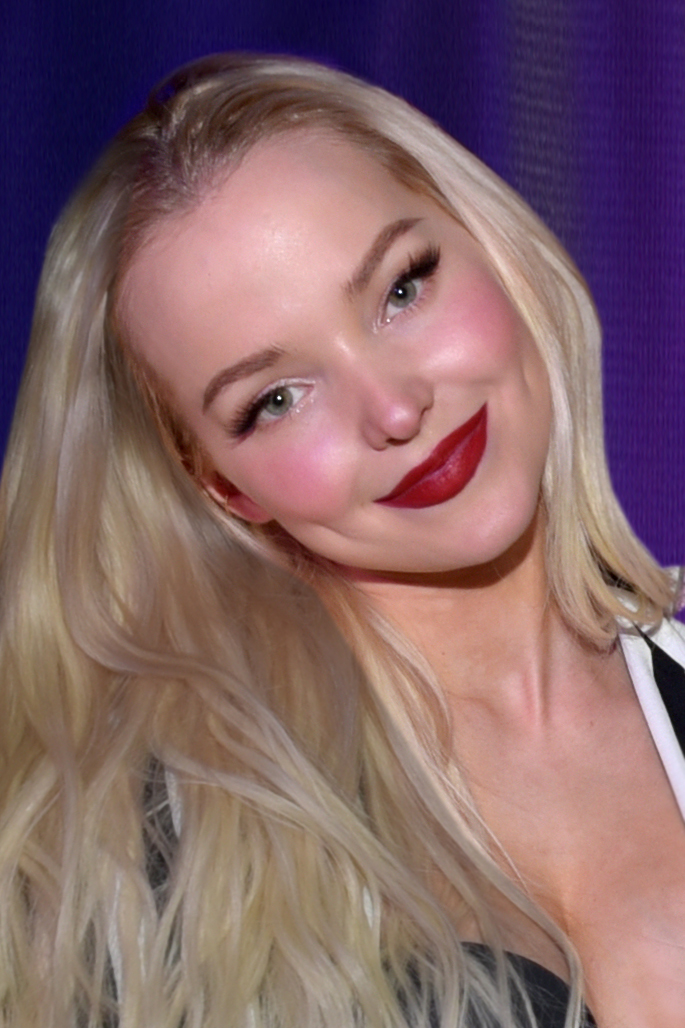
Dove Cameron, vencedora de Artista Revelação

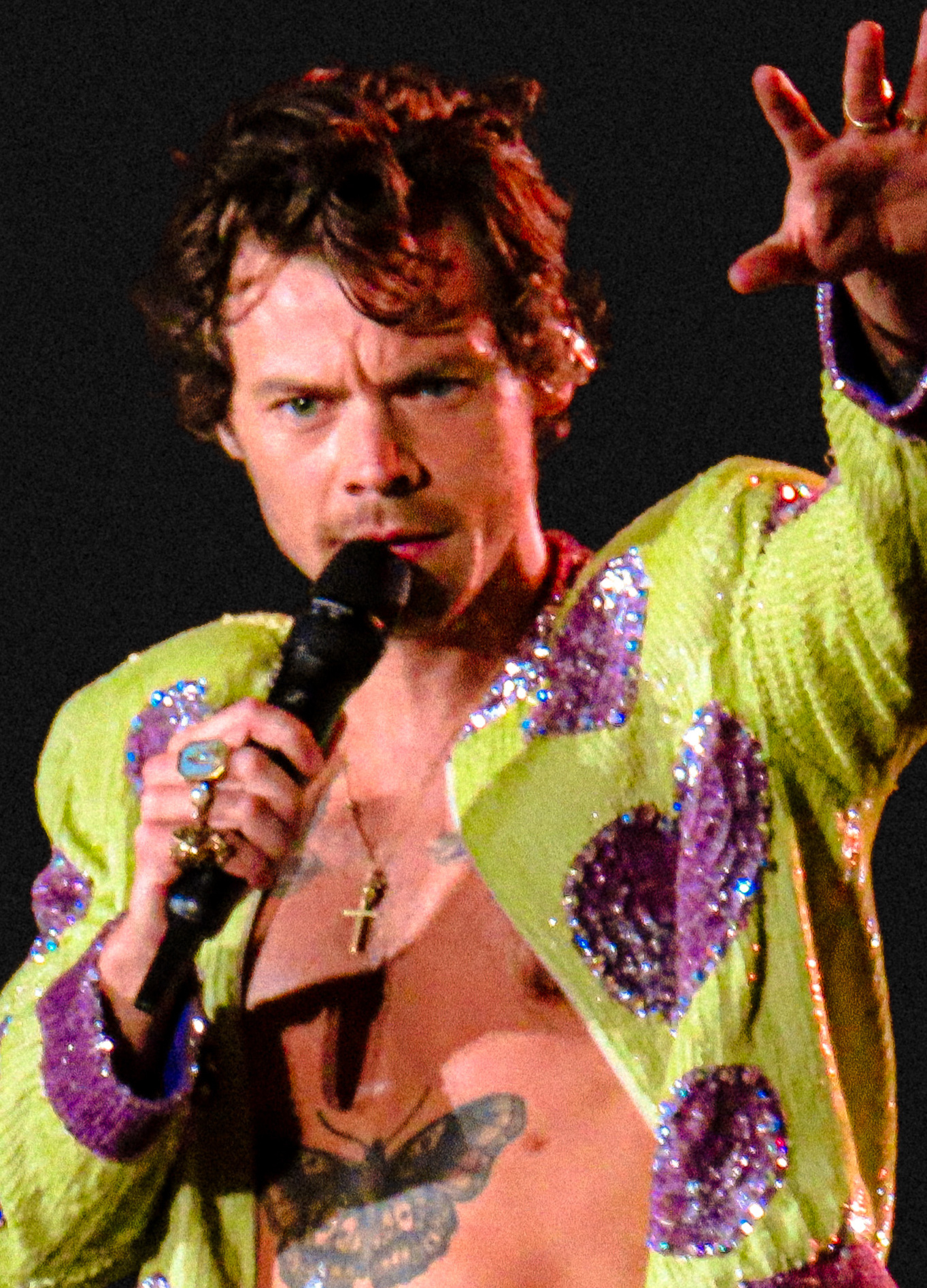
Harry Styles venceu três categorias, incluindo Álbum do Ano

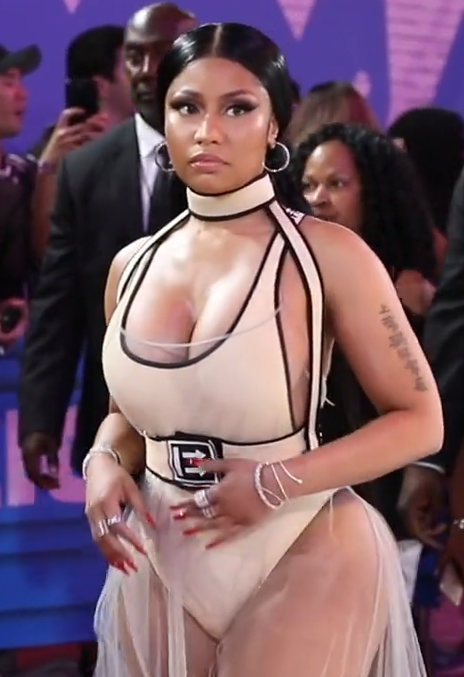
Nicki Minaj recebeu o Michael Jackson Video Vanguard Award

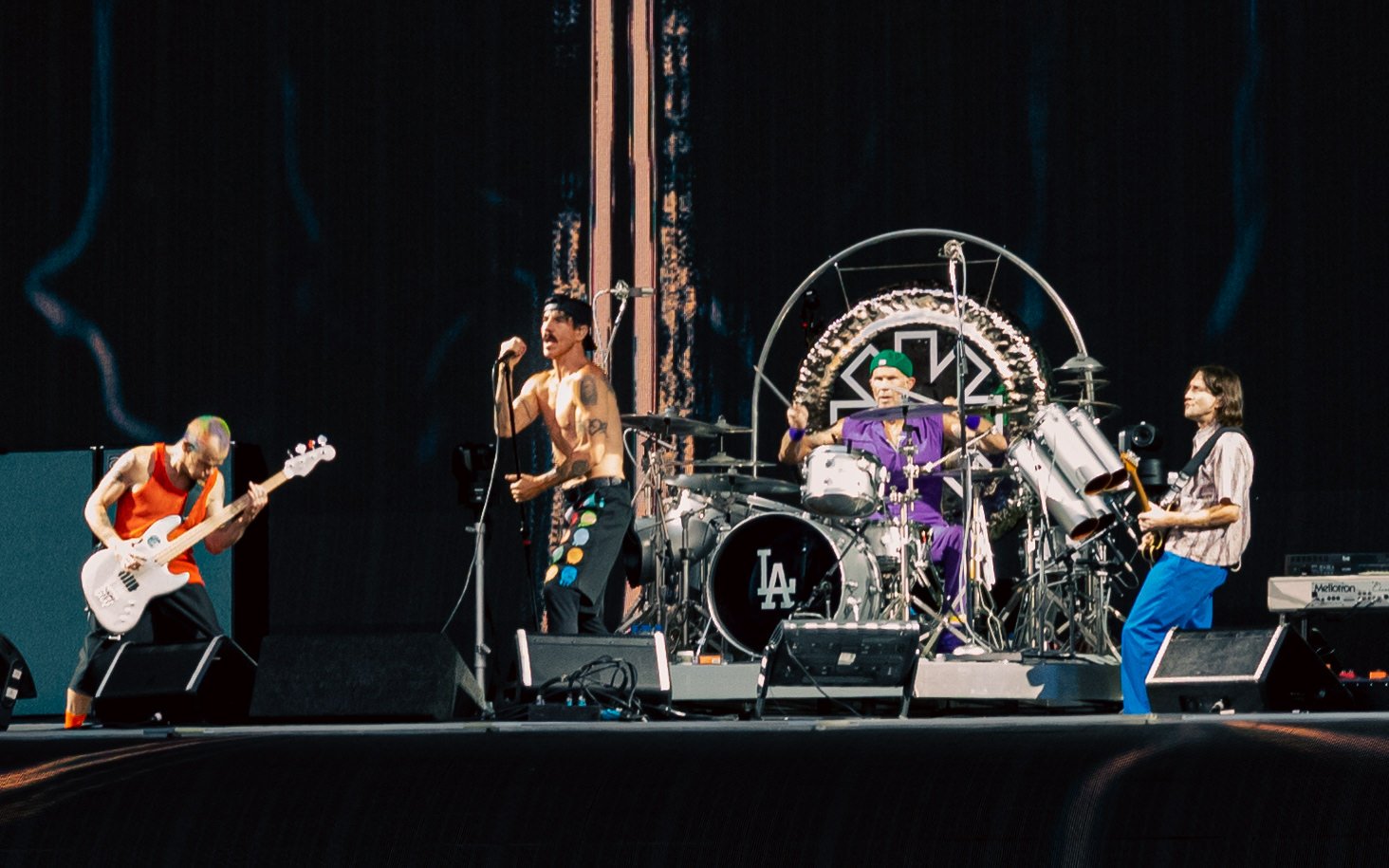
Red Hot Chili Peppers recebeu o prêmio Ícone Global

Os vencedores são listados primeiro e destacados em negrito.
| Vídeo do Ano (apresentado por Nicki Minaj e LL Cool J) | Canção do Ano |
| --- | --- |
| - Taylor Swift – All Too Well: The Short Film - Harry Styles – "As It Was" - Lil Nas X e Jack Harlow – "Industry Baby" - Ed Sheeran – "Shivers" - Doja Cat – "Woman" - Drake (com part. de Future e Young Thug) – "Way 2 Sexy" - Olivia Rodrigo – "Brutal"                                                                                       | - Billie Eilish – "Happier Than Ever" - Adele – "Easy on Me" - Doja Cat – "Woman" - Elton John e Dua Lipa – "Cold Heart (Pnau Remix)" - Lizzo – "About Damn Time" - The Kid Laroi e Justin Bieber – "Stay" |
| Artista do Ano (apresentado por Nicki Minaj) | Artista Revelação (apresentado por Avril Lavigne) |
| - Bad Bunny - Harry Styles - Drake - Jack Harlow - Lizzo - Ed Sheeran - Lil Nas X | - Dove Cameron - Måneskin - Seventeen - Baby Keem - Gayle - Latto |
| Performance Push do Ano (apresentado por Tate McRae no Pré-show) | Melhor Colaboração (apresentado por Offset e DJ Khaled) |
| - Seventeen – "Rock with You" - Doechii – "Persuasive" - Gayle – "ABCDEFU" - Griff – "One Night" - Mae Muller – "Better Days" - Muni Long – "Baby Boo" - Nessa Barrett – "I Hope Ur Miserable Until Ur Dead" - Omar Apollo – "Tamagotchi" - Remi Wolf – "Sexy Villain" - Sheneesa – "R U That" - Wet Leg – "Chaise Longue"                       | - Lil Nas X e Jack Harlow – "Industry Baby" - Megan Thee Stallion e Dua Lipa – "Sweetest Pie" - Post Malone e the Weeknd – "One Right Now" - Drake (com part. de Future e Young Thug) – "Way 2 Sexy" - Rosalía (com part. de the Weeknd) – "La fama" - Elton John e Dua Lipa – "Cold Heart (Pnau Remix)" - The Kid Laroi e Justin Bieber – "Stay" |
| Melhor Vídeo de Pop | Melhor Vídeo de Hip Hop (apresentado por Becky G) |
| - Harry Styles – "As It Was" - Billie Eilish – "Happier Than Ever" - Doja Cat – "Woman" - Ed Sheeran – "Shivers" - Lizzo – "About Damn Time" - Olivia Rodrigo – "Traitor" | - Nicki Minaj (com part. de Lil Baby) – "Do We Have a Problem?" - Latto – "Big Energy" - Kendrick Lamar – "N95" - Future (com part. de Drake & Tems) – "Wait for U" - Pusha T – "Diet Coke" - Eminem e Snoop Dogg – "From the D 2 the LBC" |
| Melhor Vídeo de R&B | Melhor Vídeo de K-Pop (apresentado por Sofia Carson) |
| - The Weeknd – "Out of Time" - Alicia Keys – "City of Gods (Part II)" - Chlöe – "Have Mercy" - H.E.R. – "For Anyone" - Normani (com part. de Cardi B) – "Wild Side" - Summer Walker, SZA e Cardi B – "No Love (Extended Version)" | - Lisa – "Lalisa" - BTS – "Yet to Come (The Most Beautiful Moment)" - Itzy – "Loco" - Stray Kids – "Maniac" - Twice – "The Feels" - Seventeen – "Hot" |
| Melhor Vídeo Latino (apresentado por Ashley Graham) | Melhor Vídeo de Rock (apresentado por Joel Madden) |
| - Anitta – "Envolver" - Daddy Yankee – "Remix" - J Balvin e Skrillex – "In da Getto" - Becky G e Karol G – "Mamiii" - Bad Bunny – "Tití me Preguntó" - Farruko – "Pepas" | - Red Hot Chili Peppers – "Black Summer" - Foo Fighters – "Love Dies Young" - Jack White – "Taking Me Back" - Three Days Grace – "So Called Life" - Shinedown – "Planet Zero" - Muse – "Won't Stand Down" |
| Melhor Vídeo de Música Alternativa (apresentado por Kevan Kenney no Pré-show) | Vídeo pelo Bem (apresentado por Bebe Rexha) |
| - Måneskin – "I Wanna Be Your Slave" - Avril Lavigne (com part. de Blackbear) – "Love It When You Hate Me" - Imagine Dragons e JID – "Enemy" - Machine Gun Kelly (com part. de Willow) – "Emo Girl" - Panic! at the Disco – "Viva Las Vengeance" - Twenty One Pilots – "Saturday" - Willow e Avril Lavigne (com part. de Travis Barker) – "Grow" | - Lizzo – "About Damn Time" - Kendrick Lamar – "The Heart Part 5" - Stromae – "Fils de Joie" - Latto – "Pussy" - Rina Sawayama – "This Hell" |
| Grupo do Ano | Canção do Verão (apresentado por Dove Cameron) |
| - BTS - Blackpink - City Girls - Foo Fighters - Imagine Dragons - Måneskin - Red Hot Chili Peppers - Silk Sonic | - Jack Harlow – "First Class" - Beyoncé – "Break My Soul" - Nicki Minaj – "Super Freaky Girl" - Rosalía – "Bizcochito" - Latto e Mariah Carey (com part. de DJ Khaled) – "Big Energy (Remix)" - Lizzo – "About Damn Time" - Charlie Puth (com part. de Jungkook) – "Left and Right" - Post Malone (com part. de Doja Cat) – "I Like You (A Happier Song)" - Kane Brown – "Grand" - Harry Styles – "Late Night Talking" - Steve Lacy – "Bad Habit" - Future (com part. de Drake e Tems) – "Wait for U" - Nicky Youre e Dazy – "Sunroof" - Doja Cat – "Vegas" - Marshmello e Khalid – "Numb" - Bad Bunny e Chencho Corleone – "Me Porto Bonito" |
| Melhor Performance no Metaverso (apresentado por Kevan Kenney no Pré-show) | Melhor Vídeo de Formato Longo (apresentado por Lili Reinhart) |
| - Blackpink – The Virtual (PUBG) - BTS (Minecraft) - Charli XCX (Roblox) - Justin Bieber – An Interactive Virtual Experience (Wave) - Rift Tour (com part. de Ariana Grande) (Fortnite) - Twenty One Pilots – Concert Experience (Roblox) | - Taylor Swift – All Too Well: The Short Film - Billie Eilish – Happier Than Ever: A Love Letter to Los Angeles - Madonna – Madame X - Foo Fighters – Studio 666 - Kacey Musgraves – Star-Crossed - Olivia Rodrigo – Driving Home 2 U |
| Melhor Direção | Melhor Direção de Arte |
| - Taylor Swift – All Too Well: The Short Film (Taylor Swift) - Baby Keem e Kendrick Lamar – "Family Ties" (Dave Free) - Billie Eilish – "Happier Than Ever" (Billie Eilish) - Ed Sheeran – "Shivers" (Dave Meyers) - Harry Styles – "As It Was" (Tanja Muïn'o) - Lil Nas X e Jack Harlow – "Industry Baby" (Christian Breslauer)                 | - Lil Nas X e Jack Harlow – "Industry Baby" - Adele – "Oh My God" - Doja Cat – "Get Into It (Yuh)" - Drake (com part. de Future & Young Thug) – "Way 2 Sexy" - Kacey Musgraves – "Simple Times" - Megan Thee Stallion e Dua Lipa – "Sweetest Pie" |
| Melhor Coreografia | Melhor Cinematografia |
| - Doja Cat – "Woman" - BTS – "Permission to Dance" - FKA twigs (com part. de The Weeknd) – "Tears in the Club" - Harry Styles – "As It Was" - Lil Nas X e Jack Harlow – "Industry Baby" - Normani (com part. de Cardi B) – "Wild Side" | - Harry Styles – "As It Was" - Baby Keem e Kendrick Lamar – "Family Ties" - Camila Cabello (com part. de Ed Sheeran) – "Bam Bam" - Kendrick Lamar – "N95" - Normani (com part. de Cardi B) – "Wild Side" - Taylor Swift – All Too Well: The Short Film |
| Melhor Edição | Melhores Efeitos Visuais |
| - Rosalía – "Saoko" - Baby Keem e Kendrick Lamar – "Family Ties" - Doja Cat – "Get Into It (Yuh)" - Olivia Rodrigo – "Brutal" - Taylor Swift – All Too Well: The Short Film - The Weeknd – "Take My Breath" | - Lil Nas X e Jack Harlow – "Industry Baby" - Billie Eilish – "Happier Than Ever" - Coldplay e BTS – "My Universe" - Kendrick Lamar – "The Heart Part 5" - Megan Thee Stallion e Dua Lipa – "Sweetest Pie" - The Kid Laroi e Justin Bieber – "Stay" |
| Álbum do Ano (apresentado por Jimmy Fallon) | Prêmio Michael Jackson Video Vanguard (apresentado por fãs de Nicki Minaj) |
| - Harry Styles – Harry's House - Billie Eilish – Happier Than Ever - Drake – Certified Lover Boy - Adele – 30 - Bad Bunny – Un Verano Sin Ti | Nicki Minaj |
| Prêmio Ícone Global (apresentado por Cheech & Chong) | |
| Red Hot Chili Peppers | |